# Adam Scott (acteur)
Adam Paul Scott (Santa Cruz, 3 april 1973) is een Amerikaans acteur. Hij werd in 2010 genomineerd voor een Independent Spirit Award voor zijn hoofdrol als Caleb Sinclaire in de tragikomische film The Vicious Kind. Scott maakte in 1994 zijn acteerdebuut als Dan in de pilotaflevering van de sciencefictionserie Dead at 21. Zijn eerste filmrol volgde datzelfde jaar, als Joe in de dramafilm Cityscrapes: Los Angeles.
Scott speelde behalve in films ook wederkerende rollen in verschillende televisieseries, De omvangrijkste daarvan zijn die als Ben Wyatt in de komedieserie Parks and Recreation, die als Palek in de dramaserie Tell Me You Love Me en die als Henry Pollard  in de komedieserie Party Down. Sinds 2022 speelt hij de hoofdrol in de sci-fi dramaserie Severance.

## Filmografie
*Exclusief televisiefilms
| - Madame Web (2024) - Have a Good Trip: Adventures in Psychedelics (2020) - Between Two Ferns: The Movie (2019) - Little Evil (2017) - Flower (2017) - The Most Hated Woman in America (2017) - The Disaster Artist (2017) - Fun Mom Dinner (2017) - My Blind Brother (2016) - Other People (2016) - Black Mass (2015) - Hot Tub Time Machine 2 (2015) - Krampus (2015) - Sleeping with Other People (2015) - The Overnight (2015) - The Secret Life of Walter Mitty (2013) - A.C.O.D. (2013) - The Guilt Trip (2012) - See Girl Run (2012) - Bachelorette (2012) - Friends with Kids (2011) - Our Idiot Brother (2011) - Piranha 3-D (2010) - Rogues Gallery (2010) - Leap Year (2010) - Passenger Side (2009) - The Vicious Kind (2009) - Lovely, Still (2008) | - Step Brothers (2008) - Corporate Affairs (2008) - August (2008) - The Great Buck Howard (2008) - Knocked Up (2007) - The Return (2006) - Who Loves the Sun (2006) - First Snow (2006) - Art School Confidential (2006) - Monster-in-Law (2005) - The Matador (2005) - The Aviator (2004) - Off the Lip (2004) - Torque (2004) - Two Days (2003) - Something More (2003) - High Crimes (2002) - Ronnie (2002) - Seven and a Match (2001) - Date Squad (2001) - Hairshirt (1998) - The Lesser Evil (1998) - Girl (1998) - Dinner and Driving (1997) - Star Trek: First Contact (1996) - The Last Days of Frankie the Fly (1996) - Hellraiser: Bloodline (1996) - Cityscrapes: Los Angeles (1994) |

## Televisieseries
*Exclusief eenmalige gastrollen
- Severance - Mark Scout (2022-...)
- Big Little Lies - Ed McKenzie (2017-...)
- The Good Place - Trevor (2016-2017, drie afleveringen)
- Parks and Recreation - Ben Wyatt (2010-2015, 97 afleveringen)
- Burning Love - Damien Assante (2012-2013, zes afleveringen)
- Eastbound & Down - Pat Anderson (2009-2010, twee afleveringen)
- Party Down - Henry Pollard (2009, tien afleveringen)
- Trust Me - Josh Burkett (2009, twee afleveringen)
- Tell Me You Love Me - Palek (2007, tien afleveringen)
- Six Feet Under - Ben Cooper (2002, twee afleveringen)
- Wasteland - Phillip The Coffee Boy (1999, zeven afleveringen)
- Party of Five - Josh Macon (1998-1999, zeven afleveringen)
- Murder One - Sydney Schneider (1995, zes afleveringen)
- Boy Meets World - Griffin 'Griff' Hawkins (1994-1995, vier afleveringen)

## Privé
Scott trouwde in 2005 met producente Naomi Sablan. Samen kregen ze twee kinderen.
- Biblioteca Nacional de España: XX5045346
- Bibliothèque nationale de France: cb16517483c (data)
- Gemeinsame Normdatei: 1075649226
- International Standard Name Identifier: 0000 0001 2023 6270
- Library of Congress Control Number: no2004034951
- MusicBrainz: 4cbdf270-d269-4029-ba3e-45f3b5919d9a
- Nationale Bibliotheek van Tsjechië: xx0205095
- Nederlandse Thesaurus van Auteursnamen: 329223402
- SNAC: w6c404h0
- Système universitaire de documentation: 152635017
- Virtual International Authority File: 34164347
- WorldCat: E39PBJxGYvJRF9rTHrHqJWWMT3